# 斐也
斐也（よしなり、1987年5月24日 - ）は、岩手県盛岡市出身のキックボクサー。本名は古賀 斐也。
前田憲作率いる「常勝軍団」チームドラゴンに所属している。

## 来歴
岩手県立盛岡南高等学校を経て国士舘大学。高校・大学ではサッカーをプレーしており、格闘技には縁がなかった。大学の同級生であったプロボクサーの中野敬太は、自身のブログで「まさかK-1ファイターになるとはね(笑)」と述べている。
「常勝軍団」と呼ばれるチームドラゴンに入会後、2015年8月15日の「第1回K-1チャレンジ全日本大会」無差別級トーナメントで優勝。同年9月22日の「K-1 WORLD GP 2015 サバイバルウオーズ」のHASE・FLYSKYGYM戦でプロデビューし、デビュー戦でKO勝ちを飾る。
2018年には異種格闘技大会の巌流島にも参戦した。
当初はヘビー級で戦っていたが、世界を視野に入れた時ヘビー級では小さいことから、後にクルーザー級に階級を下げた。2019年のWMC JAPANクルーザー級タイトルマッチではKO勝利し、WMC JAPAN初代クルーザー級王座となった。
2022年1月、神奈川県藤沢市江ノ島でトレーニングジム「PARA-FIT24」を開業した。

## 戦績
| キックボクシング 戦績 | キックボクシング 戦績 | キックボクシング 戦績 | キックボクシング 戦績 | キックボクシング 戦績 | キックボクシング 戦績 | キックボクシング 戦績 |
| --------------------- | --------------------- | --------------------- | --------------------- | --------------------- | --------------------- | --------------------- |
| 13 試合               | (T)KO                 | 判定                  | その他                | 引き分け              | 無効試合              |                       |
| 10 勝                 | 6                     | 4                     |                       | 0                     | 0                     |                       |
| 3 敗                  |                       |                       |                       | 0                     | 0                     |                       |

| 勝敗 | 対戦相手        | 試合結果        | 大会名                  | 開催年月日    |
| ○    | マウンテンRYUGO | 3R 終了 判定3-0 | SHOOT BOXING 2019 act.1 | 2019年2月11日 |

## 獲得タイトル
- K-1チャレンジ第一回ヘビー級王座
- WMC JAPAN初代クルーザー級王座